# شمرة بحرية

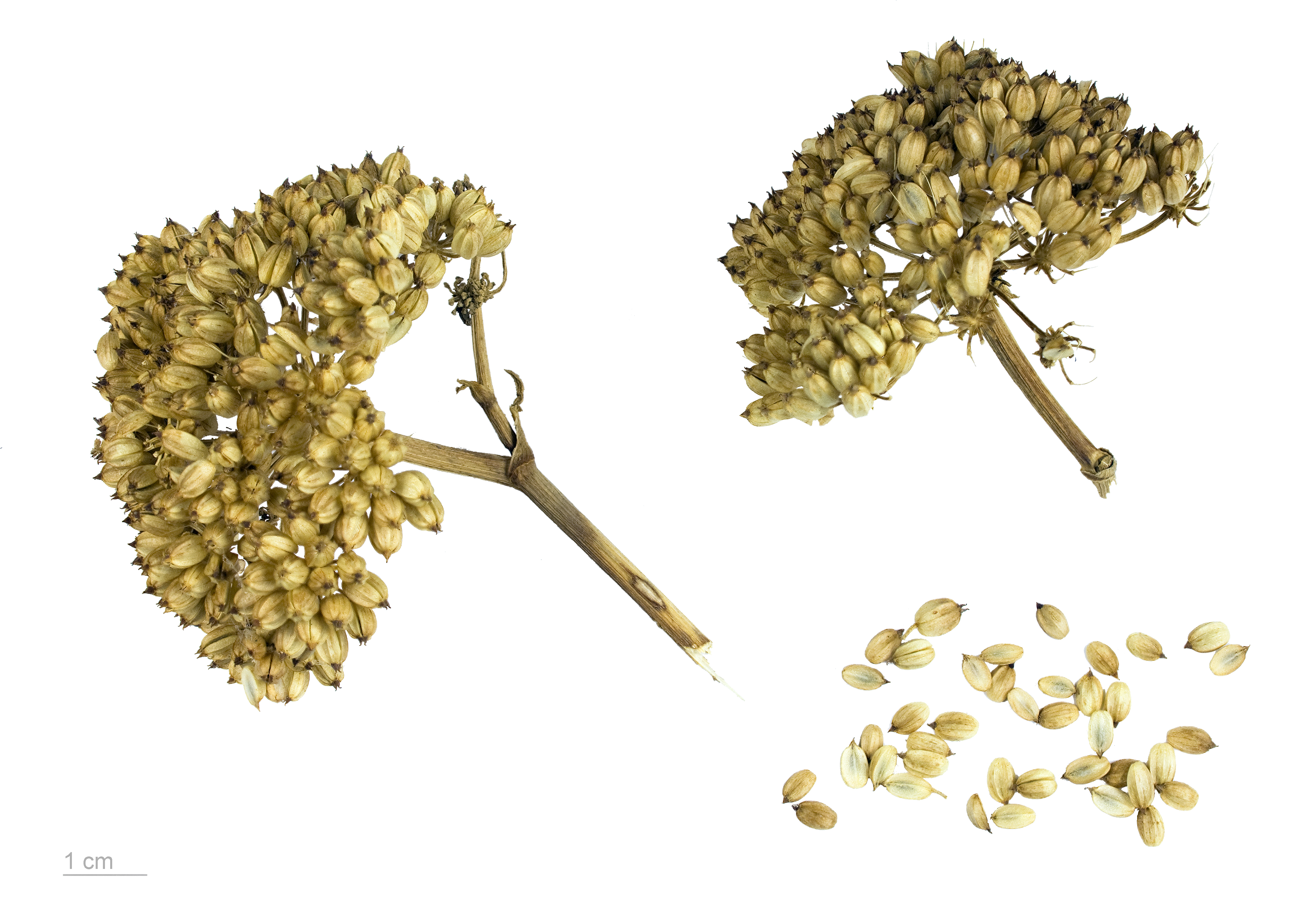
الشمرة البحرية - متحف تولوز

الشَّمَرَةُ البَحْرِيَّةُ أو خُرْءُ النَّوَاتِيَةِ أو زِبْلُ النَّوَاتِيَةِ أو قَرْنُ الأُيَّلِ أو القرثمن البحري أو شمر بحرية هي النوع الوحيد في جنس القِرِثْمُنِ من الفصيلة الخيمية. هو نبات عطري بري وله استعمالات غذائية حيث يمكن تحضيره كمخلل. ينمو في البيئات المتوسطية.

## الموئل والانتشار
ينتشر في معظم مناطق حوض البحر الأبيض المتوسط من المشرق العربي ووادي النيل والمغرب العربي وجنوب أوروبا وغربها وحوض البحر الأسود.